# 曾大吉
曾大吉（1494年—？年），字子脩，號潁坡，河南開封府陳州人，明朝政治人物。

## 生平
正德十一年（1516年）丙子科河南鄉試第六十八名舉人，嘉靖十一年（1532年）壬辰科第二甲第五十八名進士。刑部觀政，授户部主事。

## 家族
曾祖曾剛；祖曾和，壽官；父曾福，壩官；母盧氏。具慶下。弟大全；大用。子一新；一善。